# Ligré
Ligré é uma comuna francesa na região administrativa do Centro, no departamento Indre-et-Loire. Estende-se por uma área de 27,36 km². Em 2010 a comuna tinha 1 082 habitantes (densidade: 39,5 hab./km²).